# Mythimna hispanica
Mythimna hispanica là một loài bướm đêm trong họ Noctuidae.